# Syneches tomentosus
Syneches tomentosus är en tvåvingeart som beskrevs av Smith 1962. Syneches tomentosus ingår i släktet Syneches och familjen puckeldansflugor. Inga underarter finns listade i Catalogue of Life.